# Трихлорид-изотиоцианат кремния
Трихлорид-изотиоцианат кремния — химическое соединение,
хлор- и изотиоцианопроизводное моносилана
с формулой SiCl3NCS,
бесцветная жидкость.

## Получение
- Реакция тетрахлорида кремния и тиоцианата серебра.

{\displaystyle {\mathsf {SiCl_{4}+AgNCS\ {\xrightarrow {90^{o}C}}\ SiCl_{3}NCS+AgCl}}}

## Физические свойства
Трихлорид-изотиоцианат кремния образует бесцветную жидкость.

## Химические свойства
- При хранении медленно разлагается:

{\displaystyle {\mathsf {4SiCl_{3}NCS\ {\xrightarrow {}}\ 3SiCl_{4}+Si(NCS)_{4}}}}